# Heliothela persumptana
Heliothela persumptana là một loài bướm đêm trong họ Crambidae.